# Turanj (Karlovac)
Turanj je gradska četvrt Karlovca. Nalazi se u južnom dijelu uz državnu cestu D1 i rijeku Koranu.

## Povijest
Postanak naselja vezuje se uz podizanje drvenoga tornja (turanj) 1581–82., sagrađenoga radi zaštite novoga mosta preko rijeke Korane od osmanskih napada te kao predstraža karlovačkoj tvrđavi. U početku se nazivao samo Turanj na Korani, a zatim, prema turanjskim kapetanima Jurju i Gašparu Križaniću, Križanić-Turanj (do XVIII. st.). Oko tornja se, za potrebe smještaja vojnika, s vremenom razvilo naselje opkoljeno jarkom i palisadama. U prvoj polovici XVIII. st. umjesto drvenoga bio je podignut zidani toranj te izgrađene pomoćne zgrade, god. 1791. za krajiške je potrebe bila otvorena manufaktura sukna, a 1793. tvornica za preradbu kože (obje zatvorene 1799). Nakon ukidanja Vojne krajine 1881. Turanj je postao dijelom banske Hrvatske.
Domovinski rat, 1991-1995
Za Domovinskoga rata 1991–95. bio je dijelom okupiran i gotovo posve razoren. Potpuno je oslobođen u akciji Oluja (1995), nakon čega je započela obnova. God. 2002. ondje je otvorena Muzejska zbirka naoružanja Domovinskog rata. Do 2007. Turanj je bio prigradsko naselje, a danas je gradska četvrt Karlovca.

## Znamenitosti
- Kurija Nugent
- Muzej domovinskog rata

## Šport
- NK Korana Karlovac